# 腺绒杜鹃
腺绒杜鹃（学名：Rhododendron leptopeplum）为杜鹃花科杜鹃花属下的一个种。

## 扩展阅读
- 維基物種上的相關：腺绒杜鹃